# モチベーションのクラウディングアウト
モチベーションのクラウディングアウトとは外発的な報酬が労働者などに代表される個人の勤労意欲や社会倫理に関する内発的動機付けを駆逐し、そのパフォーマンスを低下させてしまうという心理学の研究から得られた知見。

## 概要
ある労働者が自分の担当する職務を遂行することに喜びを感じ満足しているような状況において、とつぜん成果依存型の報酬制度に変更されてしまった場合、まるで自分がお金のために働いていると感じてしまうことによってかえって仕事に対する満足度が低下しモチベーションが下がってしまうことがある。いくつかの実験によれば固定的な賃金体系と成果報酬体型を比較した場合、後者のほうが努力水準が低下し効率性が阻害されてしまうという実験結果が得られている。